# Mike Simons
Mike Simons is een personage uit de Belgische televisieserie Matroesjka's en wordt gespeeld door Wim Opbrouck.
Mike Simons was de chauffeur van de bende van Ray Van Mechelen die in een caravan woonde en een relatie had met prostituée Esther Van de Walle. Simons wilde al langer uit de bende stappen en koos ervoor om spijtoptant te worden nadat hij getuige was van een dubbele moord. De politie weigerde hem echter te beschermen. Door een tip van inspecteur Clem De Donder werd de bende op de hoogte gesteld van de plannen van Mike. De bende legde als waarschuwing de hoofden van de twee vermoorde meisjes in zijn diepvries. Hij werd benaderd door journalist Nico Maes om zijn verhaal te doen tegenover de pers. Hij ging op het voorstel in en dit leidde uiteindelijk tot Mikes dood. Danny Bols plantte een bom in zijn caravan.